# Roger Hodgson
Charles Roger Pomfret Hodgson, Roger Hodgson (Portsmouth (Hampshire), al sud d'Anglaterra, el 21 de març de 1950) és un cantant britànic que va pertànyer al grup Supertramp des de la seva formació el 1969, fins a 1983. A partir d'aquesta data ha continuat la seva carrera en solitari fins a l'actualitat.

## Trajectòria musical
El 1962 arran del divorci dels seus pares rep la guitarra del seu pare. Amb dotze anys, dona el seu primer concert a Oxford, amb cançons pròpies, llevat d'un tema de Cliff Richard.
Admirador de The Beatles, Traffic i Steve Winwood. Va començar com a baixista i guitarrista, col·laborant amb People Like Us i amb el grup Argosy, on tocava el piano Reginald Dwight, conegut anys després com Elton John.
Contesta a un anunci que havia posat Rick Davies a l'agost de 1969 en la revista Melody Maker, on oferia una "autèntica oportunitat".
Després de congeniar amb Rick Davies, acorden formar un grup al que van anomenar Daddy, nom que poc després es va canviar definitivament pel de Supertramp.
Abandona el grup en la gira de 1983 durant la promoció del seu últim disc, que sens dubte tenia un significatiu títol: "...famous last words...". Es va acomiadar sobre l'escenari cantant precisament Don't leave me now, l'últim tema del disc, en un concert a Múnic. Tot i les especulacions sorgides dels motius de la ruptura, Hodgson ha explicat que volia estar al costat de la seva família; tenia dos fills petits en aquells moments, en altres ocasions ha dit que els projectes musicals d'ambdós s'anaven distanciant, i no tenien cançons ni estils en comú, com es reflecteix en l'últim disc que van editar junts: ...famous last words. En la seva carrera musical en solitari, ha editat diversos discs.

## Biografia

### 1950-1969: Els primers anys
Hodgson va néixer el 1950 i va créixer a Oxford, Anglaterra, en una família de classe mitjana, arribant a ser escolaritzat en el Stowe School de Buckinghamshire. quan tenia 12 anys el seu pare arran del divordi amb la seva mare li va regalar la seva guitarra.26-28 Se la va endur a l'internat, a on un dels professors li va ensenyar tres acords. Va començar a compondre la seva pròpia música i lletra i en un any va donar el seu primer concert a l'escola amb nou cançons originals. La primera banda de Hodgson a l'escola estava formada per ell a la guitarra i el seu amic Roy Hovey tocant la bateria. Es van anomenar anomenar les "bombes H" a causa dels seus cognoms. Quan tenia 19 anys, poc després de sortir de l'internat, es va incorporar com a guitarrista a la nada People Like Us, el grup va gravar un senzill, amb les cançons "Duck Pond" i "Send Me No Flowers", que mai va ser publicat.
Després que People Like Us es dissolgués, Hodgson va fer audicions a Island Records, i el gràcies a l'ajuda del mananger del grup Trafic, la companyia Island li vadonar l'oportunitat de ser vocalista del grup pop Argosy,26-28 on també hi tocaven Reginald Dwight -més tard conegut com a Elton John- Caleb Quaye i Nigel Olsson. El seu únic senzill, "Mr. Boyd" i la cara B "Imagine", eren dues peces de pop orquestrat (ambdues creades per Hodgson) i van ser publicades el 1969 a les discogràfiques independents DJM al Regne Unit i Congrés als EUA." Mr. Boyd" va ser versionada el 1997 per Jake Shillingford i la seva banda My Life Story al seu àlbum "The Golden Mile".

### 1969-1983: Amb Supertramp
Després de la ruptura d'Argosy, Hodgson va respondre a un anunci posat en Melody Maker per Rick Davies, que buscava un guitarrista per a un nou grup de rock progressiu que primer van anomenar Daddy però que després es convertiria en Supertramp. Hodgson va obtenir en un primer moment el lloc com a guitarrista, però l'arribada l'endemà de Richard Palmer i la seva contractació com a guitarrista va obligar a Hodgson a aprendre a tocar el baix.
Tot i que les cançons del primer àlbum del grup, Supertramp, publicat el 1970, van ser acreditades a Hodgson, Palmer i Davies, les lletres van ser compostes per Palmer. No obstant això, la ràpida marxa de Palmer del grup va permetre a Hodgson tornar a la guitarra i centrar-se, al costat del seu company Davies, en la composició de les cançons a partir del seu segon àlbum, Indelibly Stamped.

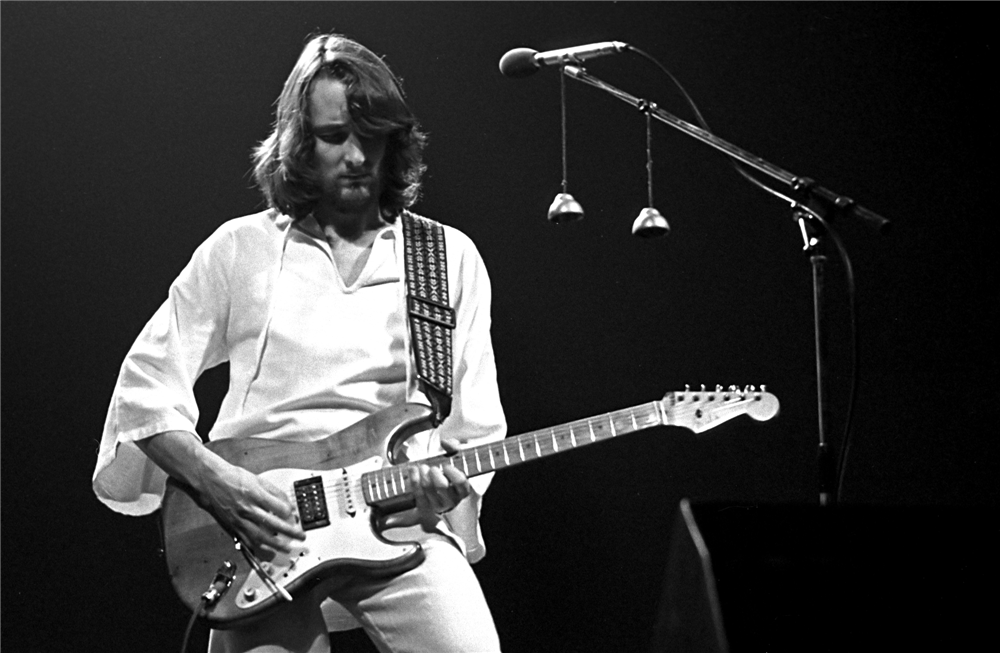
Roger Hodgson en un concert a Züric amb Supertramp(1979)

Després de no tenir èxit, Hodgson i Davis van refer el grup amb la incorpòració de John Helliwell al saxofon, Bob Siebenberg a la bateria i Dougie Thomson al baix. Van obtenir el seu primer èxit comercial amb l'àlbum Crime of the Century, que va aconseguir el primer lloc en les llistes d'èxits canadencs i el lloc 38 en la llista Billboard 200. L'èxit del grup va continuar amb els seus posteriors treballs, Crisis? What Crisis? i Even in the Quietest Moments. Amb la publicació d'aquest últim la banda s'havia traslladat definitivament als Estats Units. La cançó inicial de Hodgson a l'àlbum, "Give a Little Bit", es va convertir en un èxit internacional (número 15 dels EUA, número 29 del Regne Unit, número 8 al Canadà). Hodgson la va escriure als 19 o 20 anys; la va introduir a la banda per gravar-la sis anys després. Hodgson ha afirmat que es va inspirar en "All You Need Is Love" dels Beatles, publicat durant el moviment d'amor i pau de la dècada de 1960. A la Princesa Diana de Gal·les li va encantar la cançó, i Hodgson la va interpretar en honor seu al Concert per a Diana del 2007 al Wembley Stadium. Hodgson va dir de la representació: "Va ser molt meravellós quan el públic es va posar dempeus, i els prínceps també van cantar 'Give a Little Bit' amb mi. Va ser un moment màgic". Hodgson ha dit que és una sensació meravellosa com a artista tancar els seus concerts amb la cançó: "Miro cap a fora i la gent comença a abraçar-se mútuament i comencen a cantar amb mi. És una cançó molt unificadora amb un bell i senzill missatge del que n'estic molt orgullós i gaudeixo molt cantant-la ".
El punt màxim d'èxit va arribar amb la publicació el 1979 del disc Breakfast in America, que va aconseguir el primer lloc en la llista nord americana Billboard 200 i el número 3 al UK Chart Top 40 del Regne Unit. El disc ha venut fins a la data més de 20 milions de còpies a nivell mundial.
De forma semblant a l'acord dut a terme entre John Lennon i Paul McCartney a The Beatles, la major part de les cançons de Supertramp van ser acreditades a Davies i Hodgson, independentment de qui fos el seu principal autor, si bé en la majoria dels casos el principal compositor va ser l'intèrpret de les cançons. Dins del grup, en el qual romandria fins a la publicació de l'àlbum de 1982 ... Famous Last Words ..., Roger Hodgson seria el principal compositor de temes com "The Logical Song", "Dreamer", "Give a Little Bit", "Breakfast in America", "It's Raining Again", "Take the Long Way Home", "It's rainning again" i "Fool's Overture".
Després de la gira de promoció del Breakfast in America i la publicació el 1980 de l'àlbum en directe Paris, Hodgson va canviar la seva residència i es va traslladar des de Los Angeles fins a les muntanyes de nord de Califòrnia, on va construir una casa i un estudi de gravació i va començar a centrar la seva activitat en la seva família i en la vida espiritual. La distància geogràfica va separar encara més a Hodgson del grup, i durant la gravació del disc ... Famous Last Words ..., Davies i Hodgson van trobar dificultats en conciliar les seves respectives idees musicals. Segons va declarar Bob Siebenberg en relació als plantejaments musicals de Davies i Hodgson: «A la fi, tots dos van canviar els seus formats i la imatge de com hauria de ser l'àlbum. Es va convertir en una versió diluïda del que havien pensat inicialment».167-175
Publicat a 1982, ... Famous Last Words ... es va convertir en l'últim treball de Supertramp amb Hodgson, i va ser seguit d'una gira de promoció el 1983 on Hodgson va anunciar que no continuaria amb Supertramp. Segons va declarar Hodgson, seva marxa va estar motivada pel desig d'estar més temps amb la seva família (tenia dos fills petits) i per publicar treballs en solitari sense la pressió del grup, i que no hi va haver mai problemes personals o professionals entre Davies i ell.
L'ús per part de Davies de les cançons compostes per Hodgson, generalment més comercials i reconegudes com a marca de Supertramp, es va convertir des de la marxa de Hodgson en una de les principals disputes amb el seu antic company de grup. No obstant això, al llarg de la història de Supertramp, la relació d'amistat entre Davies i Hodgson es va anar distanciant prematurament a mesura que les inclinacions musicals i els seus respectius estils de vida coincidien cada vegada menys.

### 1984-1999: Els discs com a solista
Després de la seva sortida de Supertramp el 1983, Hodgson iniciaria una carrera en solitari gravant tres àlbums al seu estudi privat, el primer d'ells al poc temps d'abandonar el grup, titulat Sleeping With The Enemy, l'àlbum va ser gravat en els mesos entre la publicació del ... Famous Last Words ... i la seva posterior gira de promoció, i es va mesclar durant els assajos amb Supertramp amb l'esperança de poder promocionar alguna cançó durant els concerts amb el grup. No obstant això, en l'últim minut Hodgson va tenir dubtes sobre la qualitat de l'àlbum i va decidir frenar la seva publicació, dedicant més temps a les noves cançons després de finalitzar la seva última gira amb Supertramp. El resultat final va ser In the Eye of the Storm, publicat el 1984, comparat favorablement amb el seu treball en Supertramp, l'àlbum inclou temes com "Had a Dream (Sleeping with the Enemy)" i "In Jeopardy". Al disc, Hodgson és acreditat tocant gairebé la totalitat dels instruments, així com en la composició i arranjament de les cançons. Tot i la promoció com el primer treball d'un antic membre de Supertramp, In the Eye of the Storm no va obtenir un èxit comercial destacat ni al Regne Unit ni als Estats Units. amb un so més orientat cap a la música pop a diferència dels seus anteriors treballs amb Supertramp, el primer senzill, «Had a Dream (Sleeping With the Enemy) », va aconseguir el lloc 48 en Estats Units, mentre que altres senzills com« In Jeopardy »i« Hooked On a Problem »no van entrar en les llistes d'èxits.
Encara no aconseguint l'èxit comercial dels seus anteriors treballs sota el nom de Supertramp, In the Eye of the Storm es va convertir en el major èxit de crítica de la seva carrera en solitari. Bret Adams va escriure per a Allmusic una ressenya positiva en què va afirmar que la qualitat de l'àlbum Hodgson tocava la majoria dels instruments, i que encara que la música no tenia elements de rock progressiu, «l'esperit de l'experimentació del gènere musical està viu en l'àlbum, amb cinc de set cançons que passen dels sis minuts».

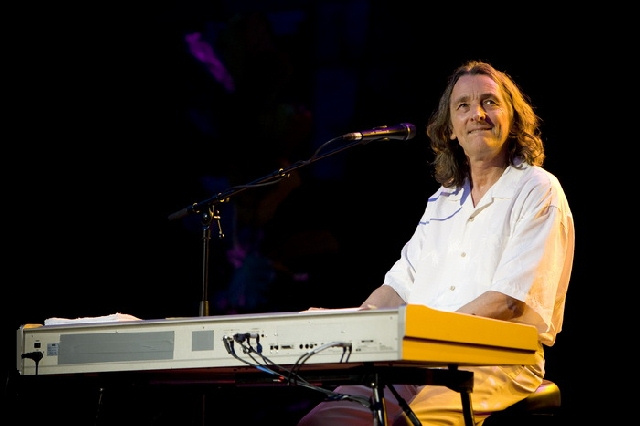
Roger Hodgson a França el 2008.

El seu segon treball en solitari, publicat el 1987, Hai Hai, marcaria un canvi de rumb cap a les tendències musicals dels anys 80, orientades al distintiu synthpop, si bé mantindria l'habitual línia compositiva de Hodgson. Tot i això, previ a la publicació de Hai Hai, Hodgson patiria un accident domèstic en què es va fracturar els dos canells, cosa que li va impedir dur a terme una gira de promoció de l'àlbum. Durant la seva recuperació, que duraria gairebé una dècada, Hodgson es va allunyar de la música i emprendria una vida més espiritual, passant més temps amb els seus fills mentre es recuperava de les lesiones.
El 1993, coincidint amb Rick Davies en un homenatge a Jerry Moss, fundador d'A&M Records, van interpretar junts «The Logical Song» i «Goodbye Stranger». Després del concert, Hodgson i Davies van intentar tornar a treballar plegats col·laborar en l'estudi desenvolupant cançons com «In The Light» i «You Win I Lose», posteriorment publicades a l'àlbum de Supertramp Some Things Never Change. Però, la col·laboració no va donar el resultat esperat i Hodgson va preferir continuar en solitari.
Després d'un llarg descans, emprendria la seva primera gira en 10 anys el 1994, i el 1997 publicaria l'àlbum en directe Rites of Passage. L'àlbum es va gravar durant la gira, a la ciutat de Nevada (Califòrnia), i va comptar amb una banda que incloïa el seu fill Andrew i el saxofonista de Supertramp John Helliwell. No va aconseguir cap èxit comercial destacat ni al Regne Unit ni als Estats Units, i només va assolir el número 34 a Alemanya.
El 1998, s'embarcaria en una gira en solitari, sense banda.
El 1999, Hodgson apareixeria en l'àlbum Excalibur: La Legende Des Celtas del músic Alan Simon aportant dues cançons: "The Elements" i "The Will of God". L'any 2000, Roger Hodgson contribuiria a la veu del tema "The Moon Says Hello" de l'àlbum Mayo Longo del músic espanyol Carlos Nuñez.
El seu tercer àlbum en solitari, Open the Door, seria publicat l'any 2000, tretze anys després de l'anterior. Hi participen Alan Simon i Trevor Rabin, i està influeinciat per l'estil francès amb una música molt més acústica i molt més suau. L'àlbum és considerat pels seus seguidors amb un so més fidel a l'estil de Supertramp, en detriment dels últims àlbums publicats per Rick Davies amb el grup, com ara Free as a Bird o Slow Motion.
L'agost del mateix any, Hodgson participaria en la Fairport Convention interpretant els temes "Breakfast in America", "The Logical Song", "Open the Door" i "Give a Little Bit".

### Des del 2001

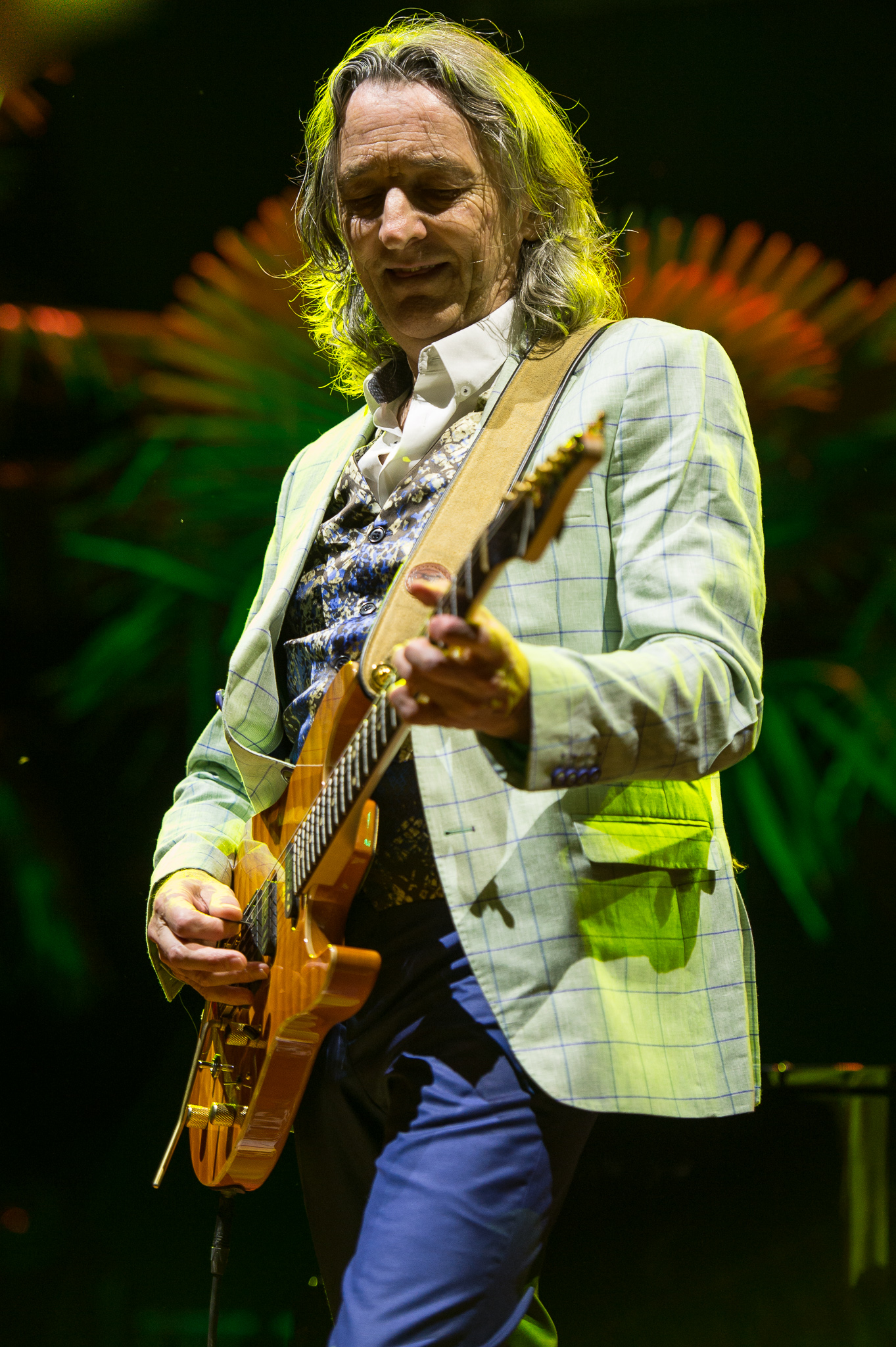
Roger Hodgson en un concert a Brombachsee, Alemanya, el 2017

El 2001 Hodgson va emprendre una gira al costat de Ringo Starr i la seva banda All-Starr Band com a guitarrista, en al que interpretaven The Logical Song, Give a Little Bit i Take the Long Way Home.
Des de 2004 i fins avui dia Hodgson ha emprès gires anuals en què combina actuacions en solitari, interpretant cançons amb la guitarra o amb el piano, i concerts amb una banda de suport i fins i tot, de vegades, amb orquestra, i deixant de banda qualsevol treball en l'estudi de gravació. La seva gira de 2004 el va portar a escenaris de Europa central i Canadà, mentre que el 2005 va ampliar els seus concerts als Estats Units i va oferir el seu primer concert en vint anys a Londres, gravat per a un futur llançament en DVD que no es va publicar. En el seu lloc, el concert ofert al Palace des Arts de Mont-real el 6 de juny de 2006 va ser publicat en el DVD Take The Long Way Home - Live in Montreal, certificat com a disc de platí per la Canadian Recording Industry Association.
Al maig de 2006 Roger Hodgson va ser premiat per l'ASCAP en reconeixement de la seva cançó "Give a Little Bit", per ser una de les més interpretades del catàleg de l'ASCAP en 2005. L'abril de 2008 Hodgson seria novament premiat per l'ASCAP per la cançó dels Gym Class Heroes "Cupid's Chokehold", una versió de "Breakfast in America".
L'1 de juliol de 2007, Roger va participar en el Concert for Diana organitzat en el Wembley Stadium, interpretant "Give a Little Bit", i un middle de "Dreamer", "The Logical Song" i "Breakfast in America". El fet que la Princesa Diana de Gal·les fos seguidora de la música de Supertramp va ser clau per a la seva participació en el concert.
En l'actualitat, Roger Hodgson continua oferint concerts, bé en solitari, o bé acompanyat per músics que complementen la seva feina a l'escenari. Aquestes gires per arreu l'han portat en diverses ocasions a Catalunya.
El 2014 va actuar a l'Andorra Red Music festival.

## Discografia en solitari
- 1984 - In the eye of the storm
- 1987 - Hai Hai
- 1997 - Rites of passage
- 2000 - Open the door